# Elena Volkova (peintre)
Pour les articles homonymes, voir Volkova et Elena Volkova.
Elena Andreïevna Volkova (en russe : Еле́на Андре́евна Во́лкова) est une artiste-peintre russe, née le 3 juin 1915 à Tchouhouïv (Tchougouïev), dans le gouvernement de Kharkov (Empire russe), et morte le 8 octobre 2013 à Moscou à 98 ans.

## Biographie
Elena Volkova est née en 1915 dans la ville de Tchougouïev (Empire russe, aujourd'hui en Ukraine), ville natale d'Ilia Répine, d'une famille modeste ; son père était maître-nageur, sa mère paysanne.
En 1934 elle commence à travailler comme aide-projectionniste pour un cinéma mobile. Pendant la guerre elle est affectée dans un hôpital. Elle perd ensuite son mari.
Sans aucune formation artistique, elle commence à peindre au début des années 1960 à l'âge de 45 ans. Elle est assez vite remarquée par Vasyl Dimitrievitch Yermylov (uk), fondateur de l'avant-garde ukrainienne, qui achète nombre de ses tableaux, puis par Mikhaïl Vladimirovitch Alpatov, célèbre critique d'art moscovite.
En 2000 Sergei Tarabarov de la Galerie d'Art Naïf Dar (Centre National d'Art Contemporain de Moscou), dit d'Elena Volkova qu'elle est l'une des artistes naïves les plus intéressantes de Russie.
Elena Volkova a vécu ses dernières années à Moscou.

## Œuvre
Sa peinture naïve, représente toutes les choses naturelles, belles et bonnes qui font le bonheur des gens simples : des animaux, des fruits, des fleurs, des tables de fête, des nus. Des choses rondes et pleines de vie, comme des offrandes aux dieux anciens.
Elle aime aussi peindre de grands animaux (lions, poissons) sur des  formats moyens ; ces tableaux sont fortement appréciés aujourd’hui et font partie de ses plus grands chefs-d’œuvre.

## Expositions
- 1973 : à Omsk, première exposition solo.
- 1990 : Collection Permanente de la Galerie d'Art Naïf (Centre National d'Art Contemporain de Moscou)[2]
- 2001 : Musée d'Art Contemporain de Moscou, Exposition Paix à tous ![5]
- 2005 : Galerie Tretiakov de Moscou, rétrospective[6]